# Ernesto Sammartino
Ernesto Enrique Sammartino (Ramallo, 4 de enero de 1902-Buenos Aires, 7 de enero de 1979) fue un periodista, abogado, escritor, diplomático y político argentino perteneciente a la Unión Cívica Radical, que se desempeñó varias veces como diputado nacional y miembro de la Academia Nacional de Ciencias Morales y Políticas y que fue célebre por haber utilizado el término aluvión zoológico en 1947, al ser electo el presidente Juan Domingo Perón.

## Biografía
Tras diplomarse en abogacía e iniciar la carrera judicial como fiscal en 1929 en la provincia de Entre Ríos y director de asuntos jurídicos del Consejo de Educación de la misma en 1931, se encaminó al ámbito del periodismo y de la política como integrante de la Unión Cívica Radical.
En 1932, fue elegido como miembro de la Convención Constituyente de Entre Ríos que modificó la constitución provincial. Por esa misma provincia fue elegido diputado nacional para el periodo 1936-1940.
En 1940 fue elegido nuevamente diputado nacional por el radicalismo, esta vez por la Capital Federal.
Formó parte del grupo liderado por el General Arturo Rawson que participó del golpe militar del 4 de junio de 1943.
En las elecciones de 1946, al ser elegido presidente Juan Domingo Perón, resultó elegido nuevamente diputado nacional por la Capital Federal para el período 1946-1950, asumiendo una posición claramente antiperonista. El 8 de agosto de 1946 acusó a la mayoría peronista de “conocer las 40 formas de hurto”, motivo por el cual fue suspendido por tres días.
En el curso de un debate parlamentario pronunció la polémica y célebre expresión «aluvión zoológico». El hecho sucedió durante la sesión de la Cámara de Diputados del 26 de julio de 1947 cuando textualmente dijo:

El aluvión zoológico del 24 de febrero parece haber arrojado a algún diputado a su banca, para que desde ella maúlle a los astros por una dieta de 2.500 pesos. Que siga maullando, que a mí no me molesta.

Esto derivó en un duelo a pistola entre Sammartino y Eduardo Colom. Con posterioridad, Sammartino explicó que con su expresión no se refería a los simpatizantes peronistas, sino a 

los núcleos de activistas, organizados o inorgánicos, que no representaban al auténtico pueblo de la Nación, y que en la búsqueda de la justicia social no titubearon en denigrar la libertad".

A raíz de estas expresiones el 5 de agosto de 1948 fue expulsado de la Cámara de Diputados mediante el voto de los legisladores peronistas, dejándole sin inmunidad parlamentaria. En septiembre de 1948 asistió a un acto público con Ricardo Balbín y Arturo Frondizi en Plaza Constitución cuando la policía comenzó a cercar el lugar para detenerlo. Sammartino, que en ese momento ya acumulaba ocho procesos por desacato, consiguió salir del lugar y, posteriormente, pasar a Uruguay vía Carmelo con documentos falsos, permaneciendo hasta 1955.
Luego de derrocado Perón en 1955, volvió al país. Al dividirse la Unión Cívica Radical en 1957 optó por pertenecer a la Unión Cívica Radical del Pueblo. En esa oportunidad integró el sector unionista como precandidato a Vicepresidente de la Nación, acompañando a Miguel Ángel Zavala Ortiz, fórmula que fue derrotada en las elecciones internas por el binomio Ricardo Balbín-Santiago H. del Castillo. En 1960 volvió a ser elegido diputado nacional, pero su mandato fue interrumpido por el golpe militar de 1962 que derrocó al presidente Arturo Frondizi.
Fue embajador de la Argentina en Perú durante el gobierno del doctor Arturo Illia.

## Periodista y escritor
En el mundo del periodismo fue director de El Diario de Paraná, de Nueva Palabra y La Voz de Mayo de Buenos Aires y de La Montaña de Entre Ríos entre los años 1930 y 1936. Como escritor escribio poemas como, Escuchemos ahora a los poetas (1956)) y Los santos no van al cielo.